# 士燮 (三国)
士夑（越南语：／；137年—226年），字威彥，苍梧郡广信县（今广西壮族自治区苍梧县）人，祖籍鲁国汶阳（今山东肥城汶阳镇），漢末三國初期割據交州的軍閥，士燮起先与曹操交好，接受曹操封赏，曹氏败退荆州后便归附孙吴，接受孙吴册封，因其事大主义的作风交趾在三国时期未受战火波折。

## 生涯

### 家世及早年生活

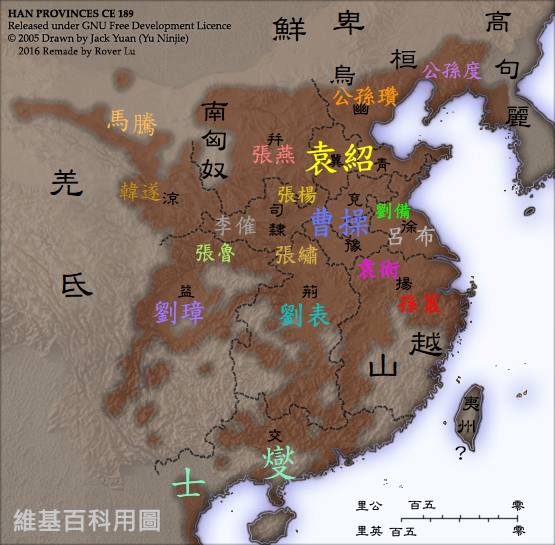
198年群雄割據圖

士燮的先祖為鲁国汶阳县（今山东省泰安市）人，因避新莽末年大亂移到交州，傳六世至其父士賜。士氏是為當地豪族，士燮的父親士賜曾於漢桓帝時期出任日南太守一職。士燮年少時隨潁川人劉陶學習《左氏春秋》，後被舉為孝廉，補尚書郎，因「公事免官」。其父士赐死后，士燮被举茂才，任巫县令一職。187年，士燮被漢朝任命為交趾太守。

### 董督交州
當時的交州刺史朱符向各地收重稅，引起反抗被殺，漢朝派遣張津為新任刺史。但張津卻「舍前圣典训，废汉家法律，尝著绛帕头，鼓琴烧香，读邪俗道书，云以助化」，不久即為部將區景殺死。荊州牧劉表得知此事後，自行任命賴恭為交州刺史以接替了張津的位置；同時亦派吳巨出任蒼梧太守，接替已病死的原太守史璜。為避免劉表的勢力過於強大，漢廷下詔任命士燮為「綏南中郎將」，董督交趾七郡。士燮旅即派張旻前去朝廷謝恩進貢，於是漢廷又改拜士燮為「安遠將軍」，封「龍度亭侯」。而此時漢朝已先後經歷了黃巾之亂、十常侍之亂，以及軍閥割據混戰的時期，對交州的影響力大為減弱。士燮名義上是效忠於漢朝的交趾太守，實際上已成為割據嶺南各郡的軍閥。士氏的親族多出任交州的要職，如士燮的三個弟弟士壹、士䵋、士武，分別擔任合浦太守、九真太守和南海太守。

### 優遊終世
210年（建安十五年），蒼梧太守吳巨與交州牧賴恭發生衝突，賴恭被吳巨驅逐出境。其後孫權派遣步騭為交州刺史，士燮「率兄弟奉承節度」。而吳巨卻「懷異心」，被步騭斬殺。此後，士燮被孫權封為左將軍。丞相曹操亦有心笼络士燮，以朝廷名义加士燮“九锡、六佾之舞”。
東漢滅亡、孫吳建立後，士燮將兒子士廞送至吳國為人質，並每年貢獻當地寶物以維持其政權。同時，士燮在東吳和蜀漢的衝突中支持東吳，誘導益州的豪族雍闓叛蜀附吳，被孫權封為衛將軍、龍編侯。
226年，士燮病逝，年90歲。吴国企图立广州及交州两地，分别以吕岱和戴良为刺史。陈时代替士徽为交趾太守。士徽不服从，孙权下令命吕岱诛杀。最終為吕岱以赦免罪行为由欺骗出城并将一族讨伐。过了几年之后，士壹和士䵋也因犯法伏诛。士廞因病身亡，没有留下子嗣，士燮一支因此绝后。

## 評價
- 與士燮同時代的袁徽在給尚書令荀彧的書信中寫道：「交阯士府君，既學問優博，又達於從政。處大亂之中，保全一郡二十餘年，疆場無事，民不失業。羈旅之徒皆蒙其慶。雖竇融保河西，曷以加之？官事少闋，輒玩習書傳。《春秋左氏傳》尤簡練精微，吾數以咨問《傳》中諸疑，皆有師說，意思甚密。又《尚書》兼通古今，大義詳備。聞京師古今之學，是非忿爭，今欲條《左氏》、《尚書》長義上之。」[6]
- 陳壽在《三國志·士燮傳》中如此評論士燮：「士燮作守南越，優遊終世，至子不慎，自貽兇咎。蓋庸才玩富貴而恃阻險，使之然也。」
- 越南史官吳士連評論道：「我國通詩書，習禮樂，為文獻之邦，自士王始。其功德，豈特施於當時，而有以遠及於後代，豈不盛矣哉！子之不肖，乃子之罪爾。」[7]
- 越南嗣德帝：「士燮特一漢守耳，隨辰柔媚，只求自便，全無雄才遠略，以致再傳已敗，無足稱也。舊史謂雖尉佗不能逾，毋乃過乎？」[8]

無論如何，士燮統治交州40年期間，致力於調和在地居民與外來移民，在東漢末年中原大亂時，交州在他的統治下，成為相對而言和平安定的地區，使許多中原人士移入當地，對於漢人中原文化傳入交州（今天的廣東、廣西及越南北部）有很大的助益。遗憾的是，在士燮死后，吴国贬谪其子士徽，而士徽不愿从命。为征讨他，吕岱在交趾对吏民大开杀戮，在九真就“斩获以万数”，给当地带来巨大破坏。至于其后代家族的悲惨下场，虽正史评价是因为士徽自己庸才托大所致，也有人（如孫盛）认为孙权及吕岱等人太过集权专制而心狠手辣所为，做法对士家是不公平的。

## 後世越南人對他的追崇
由於士氏政權曾統治部分越南領土，因此一些越南史家亦把士燮當作越南君主，稱士燮為「士王」（Sĩ Vương）、“南交學祖”。士燮在越南甚得後世人士的尊崇。
士燮執政開明，他保護整個地區二十年不受戰亂的影響，人民生活幸福。同時他作為儒學家，重視儒學研究，推廣儒學的傳播，興辦教育、移風易俗來促進越南的文化發展。與前來交州避難的漢朝學者劉熙、薛綜等人交談儒學，著書立傳，促進儒學文化在當地興旺發達，開創嶺南文化史上的黃金時代。士燮將中國的儒家文化傳入越南，使得儒教能夠得以在越南傳播。
越南史學家吳士連這樣評論士燮在越南的教育貢獻：“我國通詩書，習禮樂，為文獻之邦，自士王始。其功德豈特施與當時，而有以遠及與後代，豈不盛矣哉。”同時越南《四字经》说：“三国吴时，士王为牧，教以诗书，熏陶美俗。”
越南民間相傳在晉朝末年林邑國侵犯交州時，林邑人曾發掘過士燮的墳墓，見其面色如生，大為驚駭，重新封上了他的墳墓。越南人因此以之為神，立廟事之，號「士王僊」。陳朝追封他為善感嘉應靈武大王（Thiên Cảm Gia Ứng Linh Vũ Đại Vương）。（陳重興元年（1285年），封「嘉應大王」；重興四年（1290年），加「善感」二字；興隆二十一年（1313年），加「靈武」二字。）

## 族人、部屬与治下士人

### 父
- 士賜，六世之前从山东迁居交州廣信（今廣西蒼梧縣），士賜於漢桓帝時期出任日南郡太守。士赐死后，士燮被举茂才。

### 弟弟
- 士壹，任合浦太守。有子士匡。
- 士䵋，任九真太守。
- 士武，任南海郡（今广东省广州市）太守，先士燮死。

### 子
- 士廞
- 士祗（？—226年），士燮之子，士徽、士幹、士頌之兄。因與士徽一起拒絕陳時、戴良赴交趾任官，為呂岱所斬，連弟弟士幹、士頌一同被害。
- 士徽
- 士幹（？—226年）
- 士頌（？—226年）

### 部屬
- 張旻，士燮派他前去朝廷謝恩進貢。
- 程秉，孫吳重臣，曾任士燮長史。[13]
- 甘醴，大將，與桓治共抗吳軍，被呂岱破之。
- 桓治，大將，與甘醴反擊呂岱但失敗。[14]
- 桓發，桓治子。
- 桓鄰，桓治弟，士燮推舉的官吏，因勸諫士徽慘遭殺害。[15]

### 同時期的交州勢力
- 賈琮，交趾刺史，招撫流民，蠲免徭役，選擇賢良治理諸縣，百姓安康。當時，百姓歌唱「賈父來晚，使我先反，今見清平，吏不敢犯」。

- 朱符，朱儁之子，為夷賊所殺，州郡擾亂。
  - 劉彥，騎都尉。
  - 虞褒、劉彥，朱符鄉人，分作長吏，侵虐百姓，強賦於民。

- 張津，接替朱符交州刺史之位，張津抵達就任，再和時任交趾太守士燮上書給朝廷，要求將交州與十二州為同等的州地位，朝廷接納，張津被任命為交州牧。任內治州無方，迷信鬼神，數年後被部將區景殺害。
  - 區景，張津部將。張津與曹操結盟，擾亂荊州後方，因兵力差距不得要領，造成部將愈來愈憎恨他，加上管治無方，區景最後將張津殺害。

- 史璜，蒼悟太守，任內病死，劉表私自派吳巨接任。

- 儋萌，原九真太守，因番歆侮辱其丈人而與番氏兄弟結怨，被暗殺。
  - 周京
  - 番歆
  - 番苗

### 治下名士
- 许靖，策东渡江，皆走交州以避其难，靖身坐崖边，先载附从，疏亲悉发，乃从后去，当时见者莫不叹息。既至交阯，交阯太守士燮厚加敬待。
- 刘熙，刘熙，字成国，交州人，先北海人也。博览多识，名重一时。荐辟不就，避地交州，人谓之征士。
- 桓邵，因為辱罵過曹操，心生恐懼逃往交州避難，曹操派使者命令士燮把他們都殺了。桓邵將要被殺時，跪在院子裏求饒，曹操對他説：「難道你覺得你跪下就可以免死嗎！」，仍下令處死桓邵。
- 桓晔，桓曄避禍會稽，揚州刺史劉繇及會稽太守王朗先後加以濟，桓曄都不肯接受。後來桓曄循海路前往交趾，但在與南越人共存的時候，被惡人誣陷，死於合浦郡的監獄中。
- 劉巴，劉巴入交，更姓为张。与交趾太守士燮计议不合，乃由牂牁道去。
- 袁忠
- 袁徽，袁霸弟，以儒素称。遭天下乱，避难交州。司徒辟，不至。
- 袁沛
- 薛综
- 许慈
- 邓子孝
- 徐元贤
- 牟融
- 康僧会[16]